# Refuge d'oiseaux de la rivière McConnell
Le refuge d'oiseaux de la rivière McConnell (anglais : McConnell River Migratory Bird Sanctuary) est un refuge d'oiseaux migrateurs du Nunavut (Canada). Il est localisé de part et d'autre de l’embouchure de la rivière McConnell (en), à environ 27 km au sud d'Arviat. Il est administré par le Service canadien de la faune.